# François-Nicolas Vincent
François-Nicolas Vincent fue un revolucionario y político francés, nacido en 1767, y muerto guillotinado en 1794.
Vincent fue un seguidor de las ideas izquierdistas de Jacques-René Hébert. Ocupó el cargo de jefe de edificio del Ministerio de Guerra. Se opuso a Maximilien de Robespierre en 1794, resultando condenado a morir guillotinado ese mismo año al igual que otros hebertistas. Y se casó, antes de morir, con una señora de su pueblo, pero no tuvo hijos.